# Liste der Außenminister Syriens
Liste der Außenminister Syriens seit 1920.

## Arabisches Königreich Syrien
Außenminister des Königreichs Syrien (1920):
- (1920) Awni Abd al-Hadi
- (1920) Abd al-Rahman Shahbandar
- (1920) Alaa ad-Din ad-Durubi

## Völkerbundmandat für Syrien und Libanon
Außenminister Syriens und des Libanon zur Zeit des französischen Völkerbundsmandats:
- (1936–1939) Sa'd Allah al-Dschabiri
- (1939) Fayez al-Khoury
- (1939) Chalid al-Azm
- (1941–1943) Fayez al-Khoury
- (1943) Naim Antaki
- (1943–1945) Dschamil Mardam
- (1945) Mikhail Ilyan
- (1945–1946) Sa'd Allah al-Dschabiri

## Syrische Republik
Außenminister der Syrischen Republik (1939 bis 1958):
- (1946–1947) Naim Antaki
- (1947–1948) Dschamil Mardam
- (1948) Muhsin al-Barazi
- (1948–1949) Chalid al-Azm
- (1949) Amir Adil Arslan
- (1949) Muhsin al-Barazi
- (1949) Nazim al-Qudsi
- (1949–1950) Chalid al-Azm
- (1950–1951) Nazim al-Qudsi
- (1951) Chalid al-Azm
- (1951) Faydi al-Atassi
- (1951) Shakir al-As
- (1952–1953) Zafir ar-Rifai
- (1953–1954) Khalil Mardam Bey
- (1954) Faydi al-Atassi
- (1954) Izzat Sakkal
- (1954–1955) Faydi al-Atassi
- (1955) Chalid al-Azm
- (1955–1956) Said al-Ghazzi
- (1956–1958) Salah ad-Din al-Bitar

## Vereinigte Arabische Republik
Von 1958 bis 1961 war Syrien Teil der Vereinigten Arabischen Republik.

## Syrien seit 1961
Außenminister der Arabischen Republik Syrien seit 1961:
- (1961) Maamun al-Kuzbari
- (1961) Izzat an-Nuss
- (1961–1962) Maarouf al-Dawalibi
- (1962) Adnan Azhari
- (1962) Jamal al-Farra
- (1962–1963) Assaad Said Mahassen
- (1963) Salah ad-Din al-Bitar
- (1963–1965) Hassan Mraywed
- (1965–1966) Ibrahim Makhous
- (1966) Salah ad-Din al-Bitar
- (1966–1968) Ibrahim Makhous
- (1968–1969) Muhammad Eid Ashawi
- (1969–1970) Mustapha al-Said
- (1970–1984) Abd al-Halim Chaddam
- (1984–2006) Faruk al-Scharaa
- (2006–2020) Walid al-Muallim
- (2020–2024) Faisal al-Miqdad
- (2024) Bassam al-Sabbagh
- (2024–) Asaad al-Shaibani